# Bisbat de Thanh Hóa
El bisbat de Thanh Hóa (vietnamita: Giáo phận Thanh Hóa; llatí: Dioecesis de Thanh Hóa) és una seu de l'Església catòlica al Vietnam, sufragània de l'arquebisbat de Hanoi. Al 2017 tenia 147.585 batejats d'un total de 4.291.000 habitants. Actualment està regida pel bisbe Joseph Nguyên Duc Cuong.

## Territori
La diòcesi comprèn la província vietnamita de Thanh Hóa.
La seu episcopal és la ciutat de Thanh Hóa, on es troba la catedral de la Immaculada Concepció
El territori s'estén sobre 11.700 km² i està dividit en 73 parròquies.

## Història
El vicariat apostòlic del Thanh Hóa va ser erigit el 7 de maig de 1932mitjançant el breu Ut clero indigenae del papa Pius XI, prenent el territori del vicariat apostòlic de Phát Diêm (avui diòcesi).
El 24 de novembre de 1960 el vicariat apostòlic va ser elevat a diòcesi mitjançant la butlla Venerabilium Nostrorum del papa Joan XXIII.

## Cronologia episcopal
- Louis-Christian-Marie de Coomann, M.E.P. † (21 de juny de 1932 - 24 de novembre de 1960 renuncià)
- Pierre Pham Tân † (24 de novembre de 1960 succeduto - 1 de febrer de 1990 mort)
  - Sede vacante (1990-1994)
- Barthélémy Nguyên Son Lâm, P.S.S. † (23 de març de 1994 - 9 de juny de 2003 mort)
- Joseph Nguyên Chi Linh (21 de maig de 2004 - 29 d'octubre de 2016 nomenat arquebisbe de Huê)
  - Joseph Nguyên Chi Linh (29 d'octubre de 2016 - 25 d'abril de 2018) (administrador apostòlic)
- Joseph Nguyên Duc Cuong, des del 25 d'abril de 2018

## Estadístiques
A finals del 2017, la diòcesi tenia 147.585 batejats sobre una població de 4.291.000 persones, equivalent al 3,4% del total.
| any  | població | població  | població | sacerdots | sacerdots       | sacerdots       | sacerdots             | diàques | religiosos | religiosos | parroquies |
| ---- | -------- | --------- | -------- | --------- | --------------- | --------------- | --------------------- | ------- | ---------- | ---------- | ---------- |
| any  | batejats | total     | %        | total     | clergat secular | clergat regular | batejats por sacerdot | diàques | homes      | dones      |            |
| 1963 | 47.000   | 1.700.000 | 2,8      | 26        | 26              |                 | 1.807                 |         |            | 30         | 44         |
| 1999 | 113.710  | 3.553.710 | 3,2      | 30        | 30              |                 | 3.790                 |         |            | 102        | 46         |
| 2000 | 116.426  | 3.600.000 | 3,2      | 35        | 35              |                 | 3.326                 |         |            | 112        | 46         |
| 2001 | 121.021  | 3.467.609 | 3,5      | 36        | 36              |                 | 3.361                 |         |            | 121        | 46         |
| 2003 | 125.674  | 3.467.609 | 3,6      | 40        | 40              |                 | 3.141                 |         |            | 148        | 46         |
| 2004 | 128.206  | 3.509.600 | 3,7      | 39        | 39              |                 | 3.287                 |         |            | 152        | 46         |
| 2008 | 137.195  | 4.300.000 | 3,2      | 60        | 60              |                 | 2.286                 |         |            | 206        | 51         |
| 2014 | 142.454  | 4.123.000 | 3,5      | 80        | 80              |                 | 1.780                 |         |            | 167        | 51         |
| 2017 | 147.585  | 4.291.000 | 3,4      | 106       | 104             | 2               | 1.392                 | 14      | 2          | 212        | 73         |